# تراموا دی‌سی
تراموا دی‌سی (انگلیسی: DC Streetcar) سیستم قطار سبک شهری در واشینگتن، دی.سی.، ایالات متحده آمریکا است.
این تراموا که در سال ۲۰۱۶ تاسیس شده هم‌اکنون دارای یک خط و ۳.۹ کیلومتر طول می‌باشد، طبق برنامه قرار است ۵ خط دیگر به تراموا دی‌سی اضافه شود.

## نگارخانه

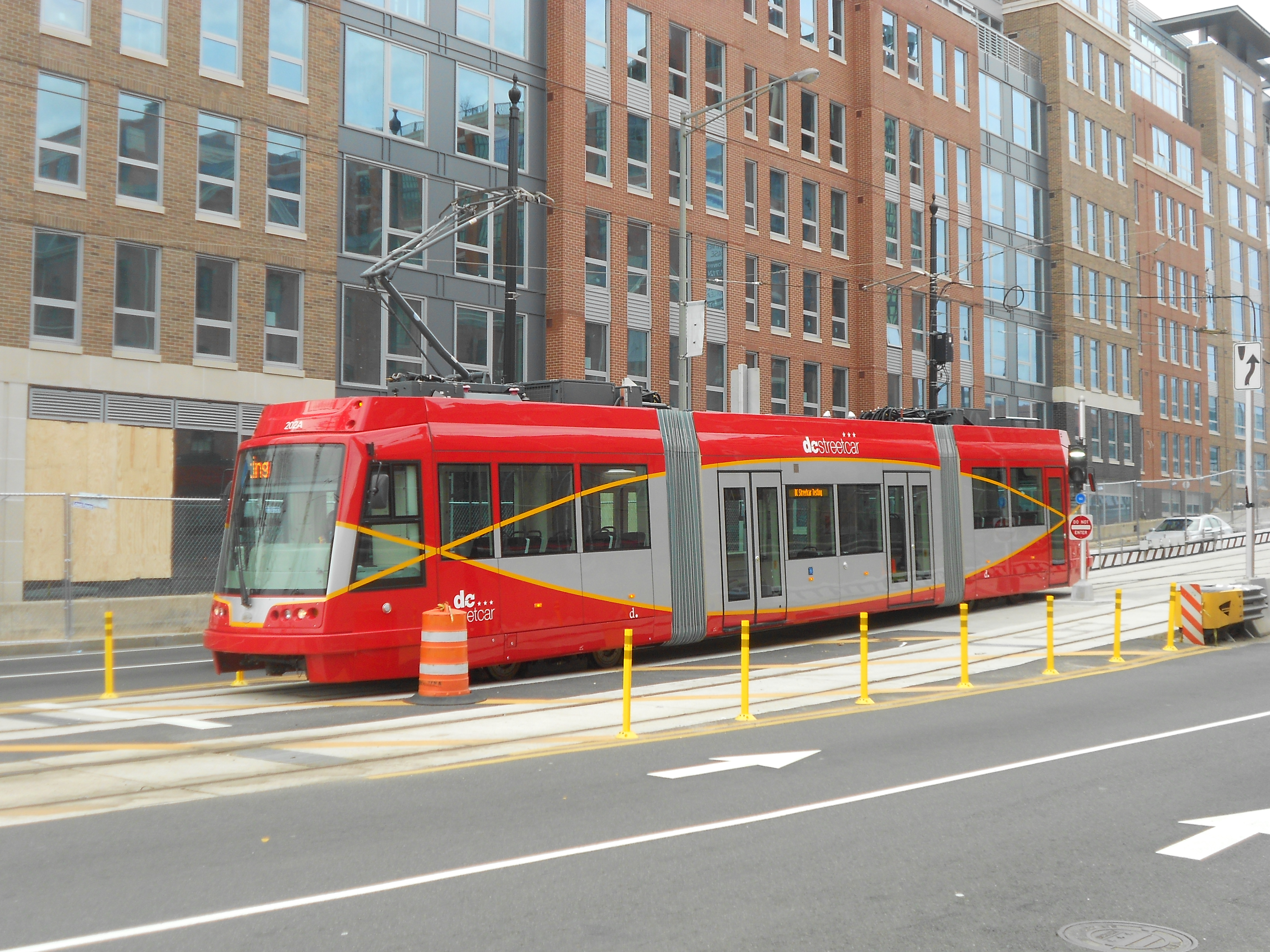
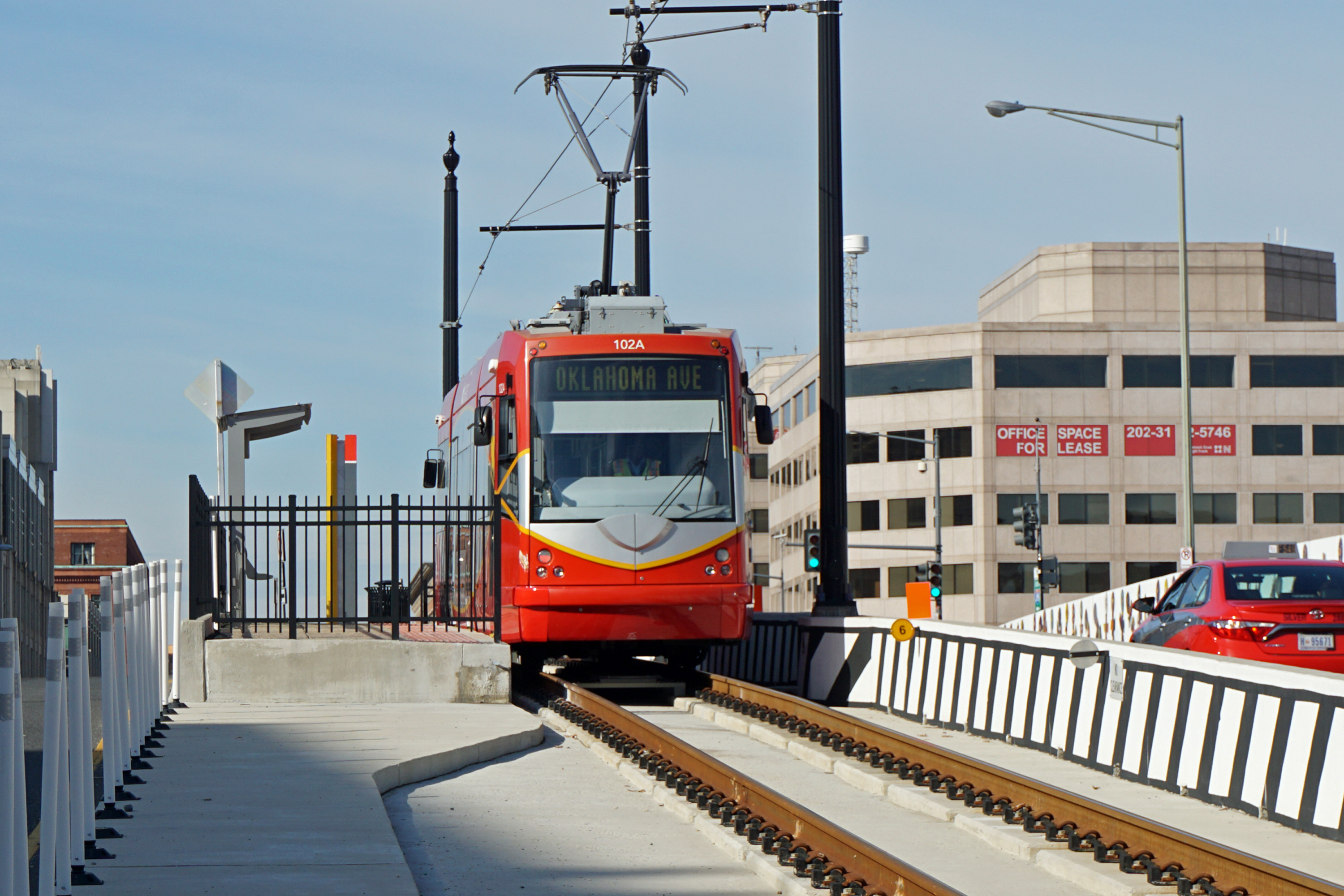
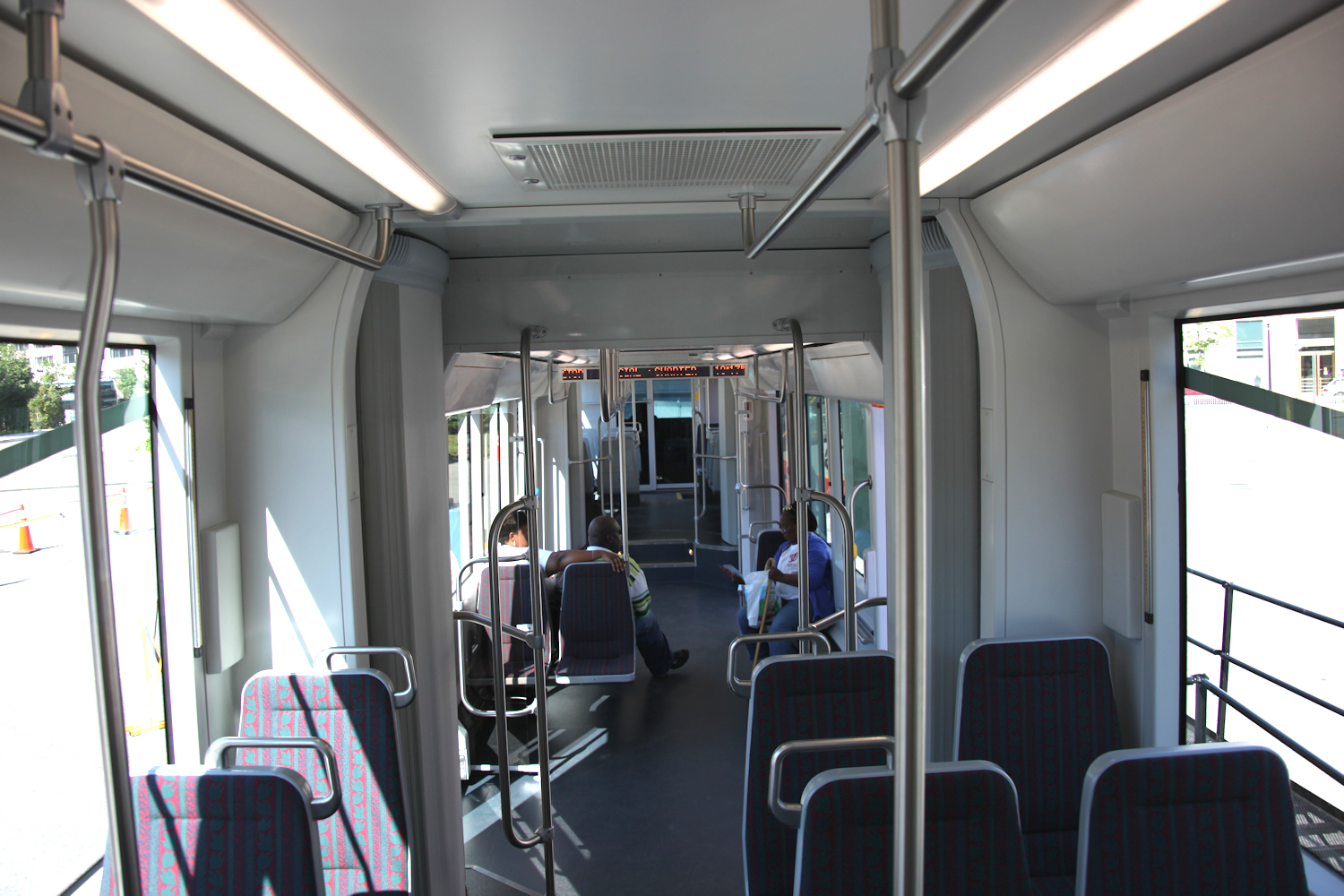